# Radiotelegrafia nella guerra italo-turca
La radiotelegrafia nella guerra italo-turca è il primo esempio di applicazione militare su larga scala della trasmissione radio, nata alla fine dell'Ottocento.

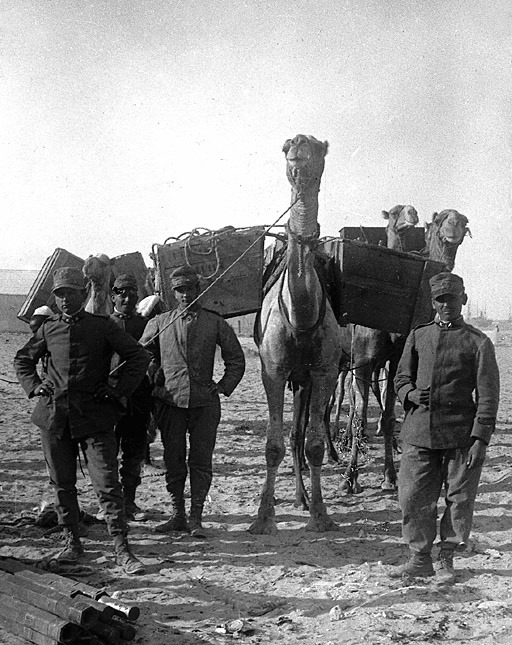
Stazione R.T. cammellata

## Storia
L'arma del Genio organizzò per la guerra di Libia il primo servizio regolare di radiotelegrafia campale su larga scala; unico precedente ma su scala più limitata era stato quello organizzato dall'esercito tedesco durante la rivolta degli Herero nell'Africa del Sud-Ovest (oggi Namibia) nel luglio del 1906.
Le stazioni R.T. furono importanti fino dai primi sbarchi per i collegamenti con la flotta e i servizi logistici; a comandare la compagnia R.T. di Tripoli, la cui stazione fu progettata da Giuseppe Pession, fu chiamato l'allora tenente Luigi Sacco che arrivò in Libia il 9 ottobre 1911 pochi giorni dopo l'inizio della guerra. 
Il 16 dicembre giungeva a Tripoli lo stesso Guglielmo Marconi che insieme a Sacco e alla presenza del comandante della spedizione italiana gen. Caneva effettuò una serie di esperimenti di trasmissione radio con l'Italia usando anche un semplice filo disteso sulla sabbia come antenna.
Gli esperimenti di Marconi dimostrarono la fattibilità di una rete radiotelegrafica anche in un territorio desertico e povero di infrastrutture come quello libico. Nei mesi successivi la compagnia R.T. allestì una rete centrata sulla stazione a scintilla da 1,5 kW situata sul molo del forte turco di Tripoli. Altre stazioni furono installate a Misurata, Sirte, Mizda e Bani Walid.
Un problema di difficile soluzione si rivelò quello del trasporto delle stazioni R.T. su una rete stradale fatta di piste nel deserto e sulla sabbia. Sacco dovette riprogettare le stazioni per il trasporto sulla soma dell'unico animale in grado di muoversi con disinvoltura in quell'ambiente: il cammello. Grazie a queste stazioni cammellate l'arma del Genio fu in grado di insediare velocemente nuove stazioni radio nei territori via via occupati.
L'uso delle comunicazioni radio ebbe dunque un ruolo importante in questa guerra e mise in luce le grandi potenzialità del nuovo mezzo di comunicazione anche in campo militare. Potenzialità ma anche rischi: le trasmissioni radio sono facilmente intercettabili e nella sua relazione sugli esperimenti compiuti insieme a Marconi, Luigi Sacco scriveva: «Naturalmente il nemico può fare lo stesso, d'onde la necessità sempre maggiore di cifrare le comunicazioni R.T.»
Un punto debole questo che in molti paesi fu pienamente compreso solo durante la Grande guerra all'inizio della quale solo gli eserciti di Francia e Austria disponevano un ufficio crittografico ben organizzato. In Italia toccò proprio a Luigi Sacco di allestire il primo Ufficio cifra, presso il Comando supremo dell'esercito.